# Sile u klipnom mehanizmu
Kako se unutar cilindra motora ili stapnih sisaljki vrše određeni procesi, tako na čelo stapa djeluju sile. Kod ove analize bit će prikazan slučaj sila koje djeluju kod motora, a slučaj sa sustavom kod sisaljki je sličan. Na slici je prikazan stapni mehanizam motora na kojeg djeluje tlak u cilindru P. Tlak djeluje na površinu klipa A i uzrokuje silu F koja je jednaka:
{\displaystyle A={\frac {d^{2}\times \pi }{4}}}
{\displaystyle F=P\times {\frac {d^{2}\times \pi }{4}}}
gdje je 
d - promjer stapa
Kada je klip u mrtvim točkama sila u ojnici {\displaystyle F_{O}} će biti jednaka sili koja djeluje na klip. Kada klip nije u mrtvim točkama, tada će u sustavu postojati paralelogram sila koji je prikazan na slici desno. Sila u ojnici {\displaystyle F_{O}}će tada biti jednaka:
{\displaystyle F_{O}={\frac {F}{cos\beta }}}
gdje je 
{\displaystyle \beta } - kut između simetrale i ojnice
Istovremeno će se javljati i bočna sila {\displaystyle F_{B}} kojaće djelovati na stijenku cilindra koja je jednaka:
{\displaystyle F_{B}=F\times \tan \beta }
Vidljivo je da kut {\displaystyle \beta } ovisi o duljini ojnice i o kutu {\displaystyle \alpha }, koji zauzima koljeničasta osovina.
Bočna sila {\displaystyle F_{B}} mijenja smjer i veličinu ovisno o kutu {\displaystyle \alpha }, te uzrokuje opterećenja u cilindru. Ova opterećenja su uzrokom dodatnog trošenja klipnih prstenova i košuljica cilindra. Kako se bočna sila povećava s veličinom klipa, kod velikih motora ona postaju znatna i uzrokovala bi velika istrošenja košuljica za kratko vrijeme. Da bi se to izbjeglo, pribjegava se izvedbama motora s križnom glavom, tj. ležajem križne glave koji prima bočne sile na sebe i tako ih poništava, te smanjuje opterećenje prstenova i košuljica.